# Referèndum de l'estatut de Crimea del 2014
El referèndum sobre l'estatus polític de Crimea de 2014 (ucraïnès: Референдум про статус Криму Referéndum pro status Krimu, rus: Рефере́ндум о ста́тусе Кры́ма Referéndum o státuse Krima, tàtar de Crimea Qırım statusı turında referendum), nom oficial общекры́мский рефере́ндум obsxekrimski referéndum (rus), загальнокримський референдум zahalnokrimski referéndum (ucraïnès), умумкъырым референдумы / Umumqırım referendumı (tàtar de Crimea), traduïble per Referèndum general de Crimea, es va celebrar a la península de Crimea el dia 16 de març de 2014 -originalment va ser fixat per al 25 de maig de 2014 i posteriorment per al 30 de març, però es va avançar-i va consultar sobre l'ingrés del territori en la Federació de Rússia o el retorn a la Constitució de Crimea de 1992. Va ser aprovat pel Parlament de Crimea per 61 dels 64 membres d'aquest parlament presents (d'un total de 100 membres) el 27 de febrer de 2014, en plena crisi a la regió. Finalment, els membres del Consell Suprem de la República Autònoma van votar el 6 de març deixar de ser formalment part d'Ucraïna i unir-se a Rússia. El govern d'Ucraïna va argumentar que qualsevol referèndum celebrat per les autoritats de Crimea seria «inconstitucional». Els Estats Units i la Unió Europea també es van mostrar en contra de la consulta. Anteriorment s'havien produït referèndums en els anys 1991 i 1994.
La ciutat de Sebastòpol, que posseeix un estatus diferent del de la península de Crimea, també va tenir el seu propi referèndum. No obstant això, el 6 de març, Sebastòpol es va declarar unilateralment un subjecte federal de la Federació Russa.
L'11 de març Crimea i la ciutat de Sebastòpol declararen la seva independència d'Ucraïna, i formaren la República de Crimea, amb 78 vots a favor d'un total de 100 membres al Parlament de Crimea. L'acció va ser considerada legítima per Rússia, però no pels Estats Units i el govern a Kíev.

## Antecedents
L'Óblast de Crimea fou una subdivisió de la República Socialista Federativa Soviètica de Rússia fins que va ser transferida a la República Socialista Soviètica d'Ucraïna el 1954. Crimea es va convertir en una part independent d'Ucraïna després de la dissolució de la Unió Soviètica, però poc després va readquirir la seva autonomia després d'un referèndum el 1991. El president ucraïnès, Leonid Kutxma va abolir la Constitució de Crimea i el càrrec de President de Crimea a 1995. Crimea va obtenir una nova Constitució el 1998 que li atorgava menys autonomia, sobretot tenint en compte que qualsevol legislació aprovada pel parlament de Crimea podia ser vetada pel parlament d'Ucraïna.

### Russos a Ucraïna

Mapa que indica les subdivisions d'Ucraïna i el percentatge de persones que es va indicar el rus com la seva llengua materna en l'últim cens local. Sebastòpol va obtenir el percentatge més alt (90,6%), seguit immediatament per Crimea amb un 77,0%.

Distribució dels grups ètnics a Crimea cap al 2001.

D'acord amb el cens de 2001, els russos ètnics representen el 59% dels 2 milions de residents de Crimea. Els ucraïnesos són el 24%, mentre que els tàrtars són el 12%. Els tàrtars han estat arribant després del col·lapse de l'URSS el 1991, i aquest fet ha estat la causa de tensions persistents amb els russos sobre drets territorials. A Sebastòpol, els russos constitueixen el 70% de la població. La majoria de la població que viu en aquesta regió té una orientació prorussa i el rus és la llengua que predomina en un 97%.

Percentatge de ciutadans ucraïnesos que creuen que Ucraïna (o la seva regió) s'ha d'unir amb Rússia en un país, segons dades de l'Institut Internacional de Sociologia de Kíev (KIIS), per a febrer de 2014.

Al febrer del 2014 va realitzar una enquesta que va llançar que el 41,0% de les persones de Crimea volien unir-se amb Rússia. El 2013 només el 35,9% de les persones de Crimea va compartir la mateixa opinió. No obstant això, aquestes xifres han de ser tractades amb precaució en un context de Crimea, ja que són a partir d'una enquesta duta a terme a 2032 ucraïnesos seleccionats a l'atzar, el que implicaria una mostra molt petita d'uns 80 de Crimea. I la pregunta que era diferent de la plantejada en el referèndum actual. També s'han produït importants esdeveniments des del sondeig es va dur a terme (entre el 8 i el 18 de febrer), el que podria afectar les opinions.

### Euromaidan
La nit del 21 de novembre de 2013, a Kíev, van tenir lloc les primeres manifestacions de signe europeista a causa de la suspensió de la signatura de l'Acord d'Associació i l'Acord de Lliure Comerç entre Ucraïna i la Unió Europea.
Després de mesos de protestes i aldarulls, i després de l'anomenat Dijous Negre (20 de gener de 2014) en què van morir més de 60 manifestants en aquest marc de tensió, el 22 de febrer, al matí, els manifestants opositors van prendre les regnes del país i van ocupar les principals institucions amb seu a Kíev. La Rada Suprema va prendre el control del país i Oleksandr Turtxínov va assumir la coordinació del Govern i la presidència del Parlament, i el president Víktor Ianukóvitx fou destituït i va fugir.

### Abolició de la Llei de Llengües cooficials
Després del desplaçament de Ianukóvitx del poder per segona vegada en nou anys (en la primera ocasió com a primer ministre), el Congrés de diputats i governadors regionals de l'Est i Sud d'Ucraïna va fer una crida a la resistència i va acusar l'oposició d'incomplir l'acord de pau que havia estat signat el 21 de febrer amb el destituït president. Mentrestant, la Rada Suprema va abolir la llei sobre les llengües de les minories que establia que en els raions on un determinat idioma fos parlat per almenys 10% dels habitants, aquest idioma podia adquirir el rang de llengua cooficial, l'abrogació de la llei aprovada el 2012 perjudicava els parlants de rus (cooficial a tot l'est i sud d'Ucraïna, a més d'alguns raions a Kirovohrad, Txerníhiv, Sumi i Jitòmir), hongarès (cooficial en alguns raions de Transcarpàcia) i romanès (cooficial en alguns raions de Transcarpàcia, Txernivtsí i Odessa). Uns dies més tard, però, l'1 de març de 2014, el president interí d'Ucraïna, Oleksandr Turtxínov, va vetar el projecte de llei i en va aturar efectivament la seva promulgació.

### Crisi, intervenció militar russa i independència de Crimea
En el context de l'Euromaidan es va iniciar una sèrie de manifestacions de russòfils -majoritàriament russos ètnics i ucraïnesos russòfons - oposats als esdeveniments ocorreguts a Kíev i que anhelen estrènyer els seus vincles (o fins i tot integrar-se) amb la Federació de Rússia. Posteriorment, diversos governs regionals van proposar referèndums separatistes i es va produir una intervenció militar, on les Forces Armades de Rússia es van desplegar a la península de Crimea i a Sebastòpol, amb l'objectiu, segons el Kremlin, de garantir la integritat dels ucraïnesos prorussos habitants de Crimea i les bases russes estacionades allà, fins que es normalitzés la situació sociopolítica; tot això va tenir lloc fent oïdes sordes a les advertències de no envair Crimea, llançades pels Estats Units i el govern de Kíev.
El primer ministre de Crimea, Serguei Aksiónov, havia assegurat que la idea del poble de Crimea no era separar-se d'Ucraïna, sinó que només volien protegir els seus interessos.
Vers el 5 de març, més de 5.500 ucraïnesos havien sol·licitat la ciutadania russa, segons va afirmar el Servei Federal de Migració de Rússia.
De manera independent als resultats del referèndum, el consistori de la ciutat de Sebastòpol va adoptar el 6 de març la decisió de formar part de Rússia com a territori federal, mentre que uns dies després, l'11 de març i al costat del Parlament de Crimea, va proclamar la seva independència d'Ucraïna, declarant la República de Crimea amb 78 vots a favor d'un total de 100 membres. L'acció va ser considerada legítima per Rússia, però no pels Estats Units i el govern a Kíev. La Rada Suprema d'Ucraïna amenaçar d'iniciar el procés de dissolució del Parlament de Crimea si les autoritats de la península continuaven amb el procés d'annexió a Rússia, un fet que finalment es va dur a terme el 15 de març. Més de mil milions de hrívnies ($ 110 milions) pertanyents al pressupost regional de Crimea va ser congelats pel govern post-Euromaiden a Kíev. El Parlament de Crimea, va dir que això "deixaria 200.000 empleats sense sou, i 180.000 nens sense subsidis". Els legisladors locals també van dir que la congelació d'actius es duia a terme per sabotejar el referèndum sobre la independència el 16 de març.

## Plans originals

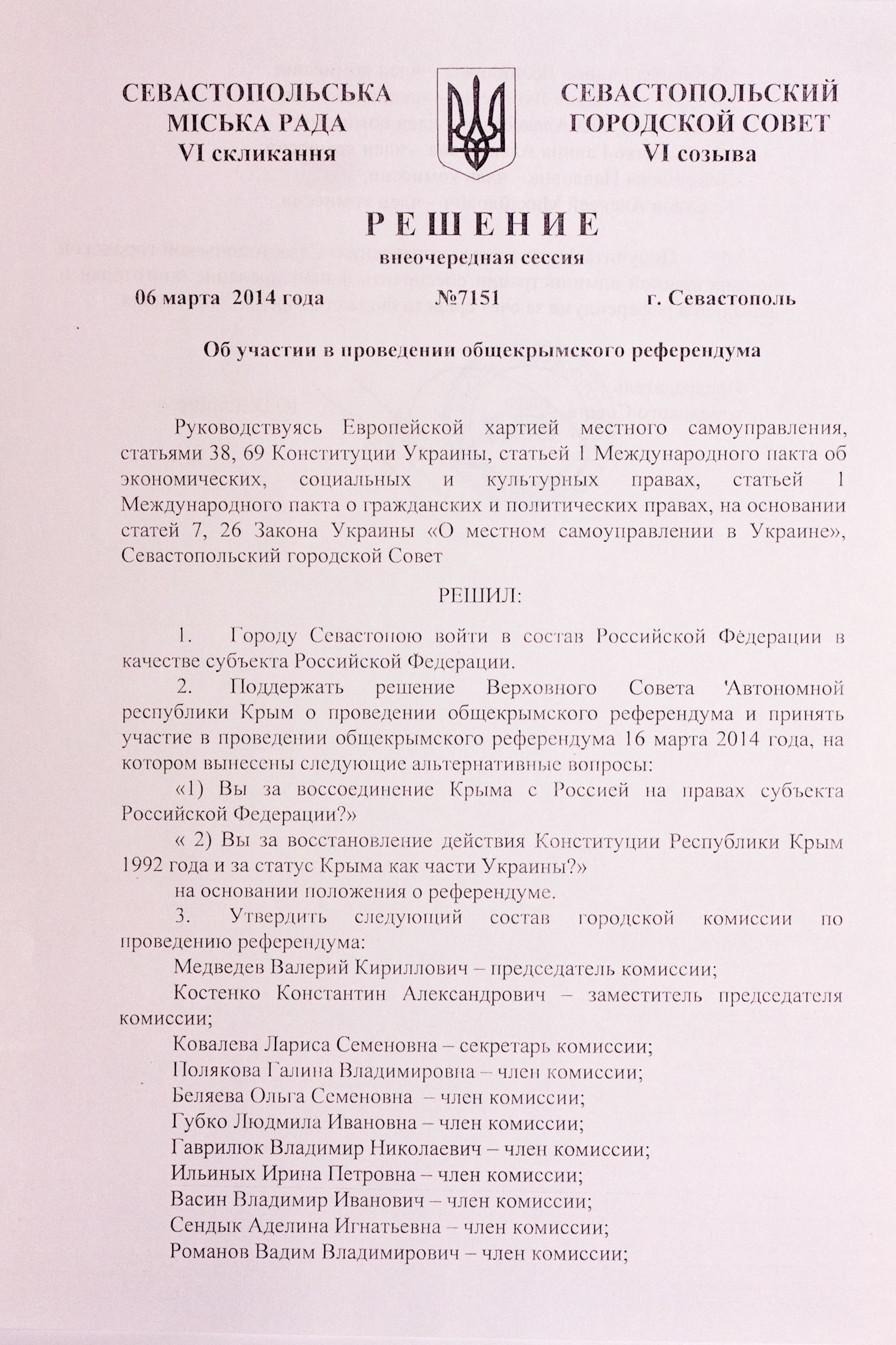
Decisió de Ajuntament de Sebastòpol sobre el referèndum de secessió.

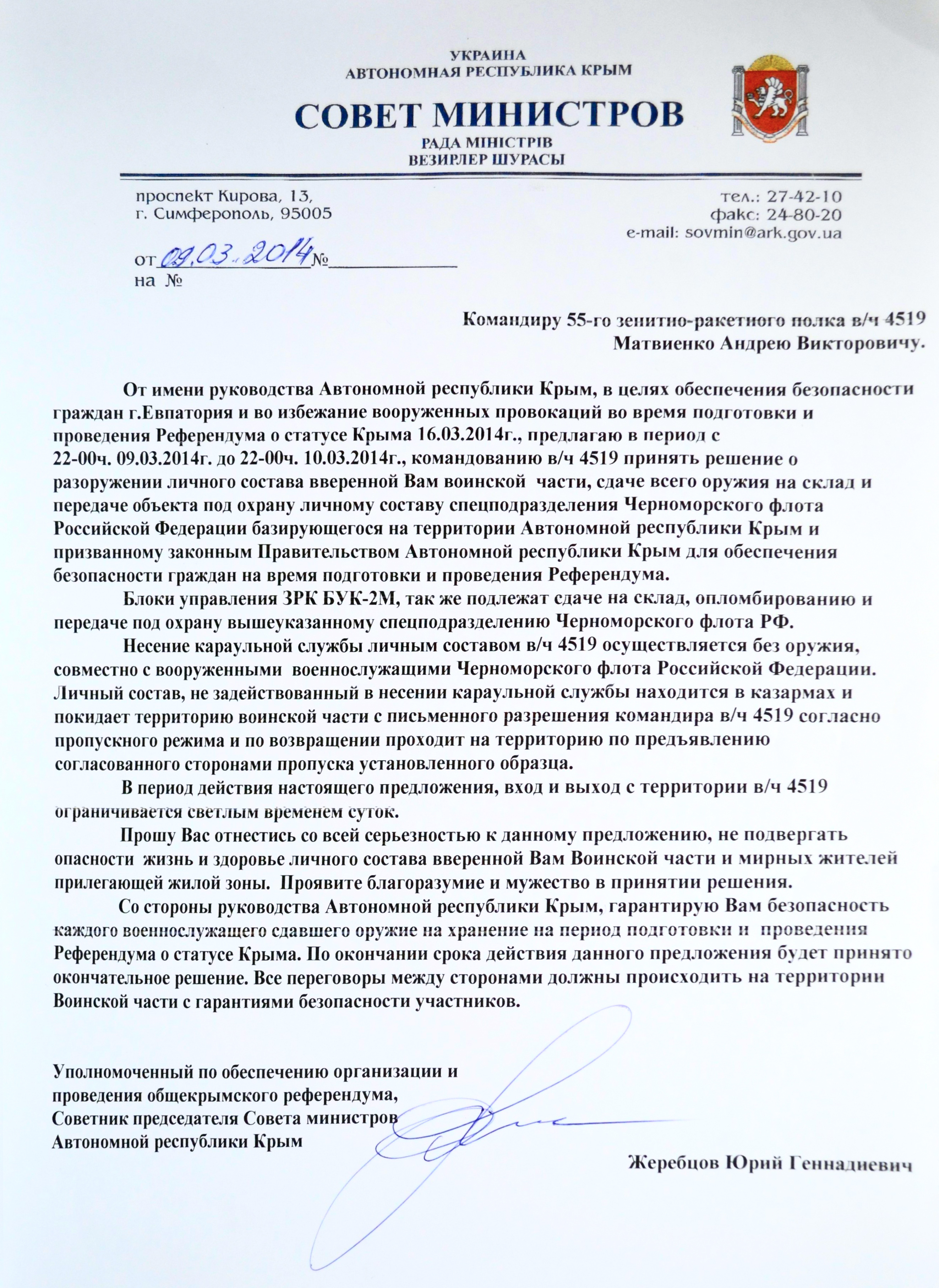
Sol·licitud del Consell de Ministres de Crimea al 55 Regiment d'Artilleria Antiaèria Ucraïnès a Ievpatòria a deposar les armes sota el control de la Flota del Mar Negre per al període del referèndum.

Originalment, el referèndum sobre l'estat de Crimea a Ucraïna es va fixar inicialment per al 25 de maig de 2014, però més tard es va avançar al 30 de març. Havent estat aprovat pel Parlament de Crimea, s'havia declarat que el referèndum era per consultar sobre el futur polític de la regió autònoma. El 4 de març, en roda de premsa, el president rus Vladímir Putin va accentuar que l'annexió de Crimea a Rússia no estava prevista.
El 6 de març el parlament de Crimea va aprovar per unanimitat una moció que preveia la incorporació a Rússia i el viceprimer ministre de Crimea, Rustam Temirgaliev, va declarar que el referèndum sobre l'autonomia de la regió s'avançaria al diumenge 16 de març. També van anunciar que el que desitjava el parlament era «formar part de la Federació de Rússia en qualitat de membre de la Federació» i el Consell Suprem de Crimea va enviar al president i al parlament rus el missatge sobre la seva decisió d'annexar-se. El líder del grup parlamentari Rússia Justa, Serguei Mironova, va afirmar que cambra baixa del Parlament rus podria considerar un projecte de llei sobre la incorporació de Crimea la setmana del 10 de març.

## Decisió del Consell de Seguretat de l'ONU
El Consell de Seguretat de les Nacions Unides es va reunir el 15 de març per tractar una resolució que rebutjava la realització del referèndum a Crimea. La resolució va comptar amb el vot favorable de 13 països. A la proposta, presentada pels Estats Units, s'hi van sumar l'Argentina, Austràlia, el Txad, Xile, Corea del Sud, França, Jordània, Lituània, Luxemburg, Mali, Nigèria, el Regne Unit i Ruanda, mentre que la Xina es va abstenir. La resolució va ser rebutjada únicament per Rússia, que en tenir dret a veto, va evitar que aquesta fos aprovada. L'enviat de Rússia a l'ONU, Vitali Txurkin, va dir "La filosofia dels autors del projecte va en contra d'un dels principis bàsics de la llei internacional - el principi de la igualtat de drets i lliure determinació dels pobles, consagrat a l'article 1 de la Carta de les Nacions Unides".

## Observadors
El Parlament de Crimea va enviar una invitació oficial a l'Organització per a la Seguretat i la Cooperació a Europa (OSCE) perquè enviés una missió d'observadors al referèndum del 16 de març. L'endemà, el viceprimer ministre de Crimea, Rustam Temirgaliiev, va dir que no convidarien l'OSCE a observar el referèndum de manera oficial. Va explicar que, efectivament, es va fer una invitació verbal per part del primer ministre de facto de Crimea, Serguei Aksiónov, però que no es tractava d'una invitació oficial. Més tard, la presidència de l'OSCE, el ministre de Relacions Exteriors de Suïssa, va declarar que el referèndum era il·legal i per aquest motiu l'OSCE no hi enviaria observadors.
Un altre grup de 30 observadors internacionals va arribar a Crimea abans del referèndum del 16 de març. La missió dels observadors incloïa representants d'Alemanya, Àustria, Bulgària, Alemanya, Grècia, Hongria, Itàlia, Letònia, França i Polònia. La premsa ucraïnesa va denunciar que es tractava de falsos observadors, entre els quals hi havia l'ex-membre de Plataforma per Catalunya Enric Ravello.

## Opcions

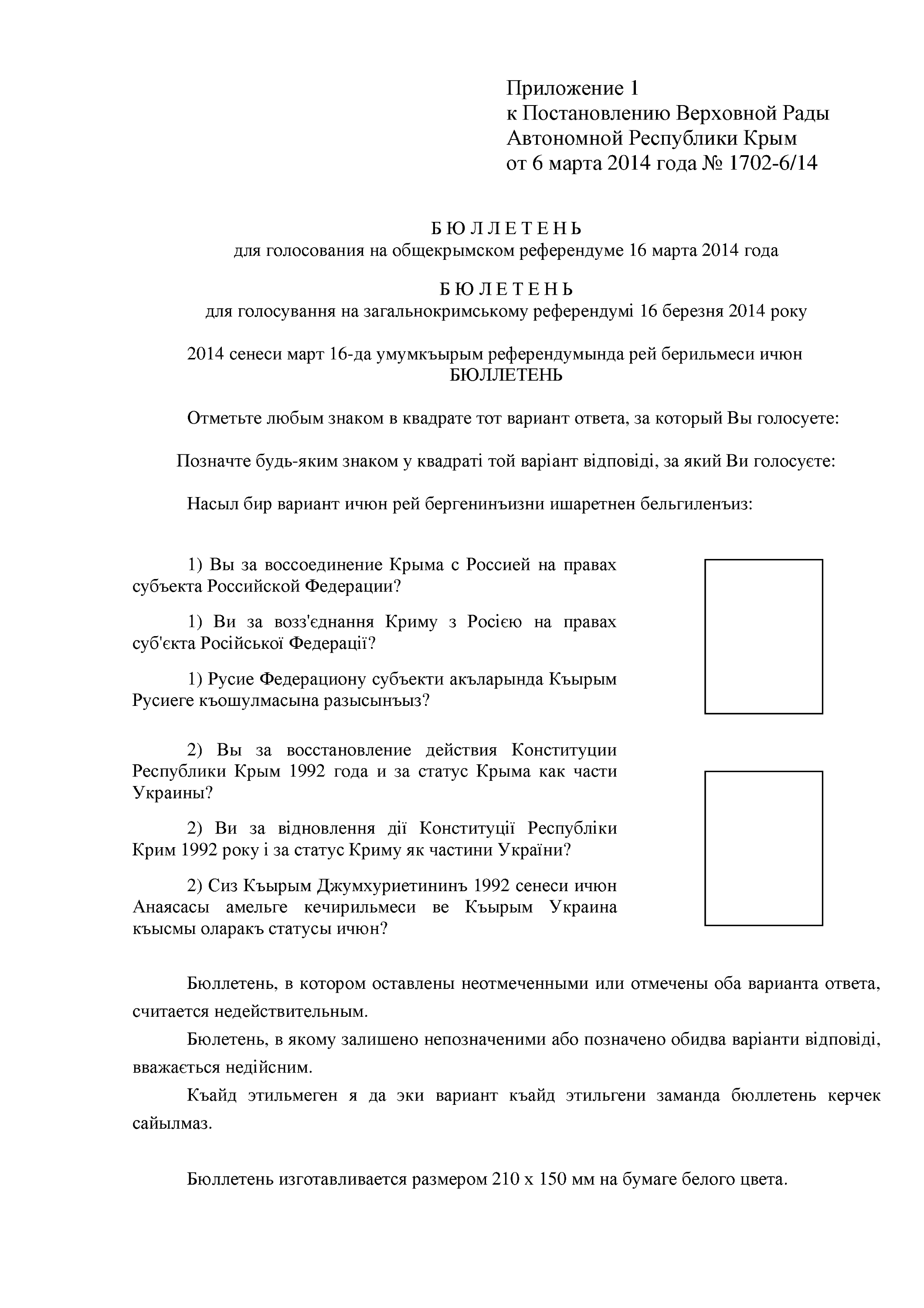
Papereta de votació.

El referèndum consistia originalment en la següent pregunta:
| « | «¿Dona suport vostè a l'autodeterminació de Crimea en el si d'Ucraïna sobre la base dels acords i tractats internacionals?» (Sí o no). | » |

No obstant això, es va reformular la consulta i les preguntes per votar van passar a ser les següents. S'havia de triar una de les dues:
Pregunta 1: «Està a favor de la unificació de la península de Crimea amb Rússia com a subjecte de la Federació?»
Pregunta 2: «Està a favor de la restauració de la Constitució de Crimea de 1992 i l'estatus de la península de Crimea com a part d'Ucraïna?»
L'opció que rebés la majoria de vots seria considerada la que expressi la voluntat de la població de Crimea, sempre que s'ultrapassés el 50% dels votants.
Quant a la constitució original de 1992, aquesta estipulava que Crimea fos «un estat independent», però el parlament va ratificar una segona versió un dia més tard que estipulava que Crimea «era una part d'Ucraïna».
Originalment, el rus havia estat l'idioma per al text de la boleta electoral, ja que segons l'últim cens local, el 77% dels habitants de Crimea el va esmentar com la seva llengua materna (predominant en total en un 97% de la població), en comparació amb un 10,1% que va identificar l'ucraïnès com el seu idioma natiu. El rus és també la llengua dominant en els assumptes del govern de la Regió Autònoma i és ensenyat a les escoles. Després es va anunciar que l'ucraïnès i el tàtar de Crimea (amb l'alfabet ciríl·lic) també apareixerien en la butlleta electoral.

## Desenvolupament

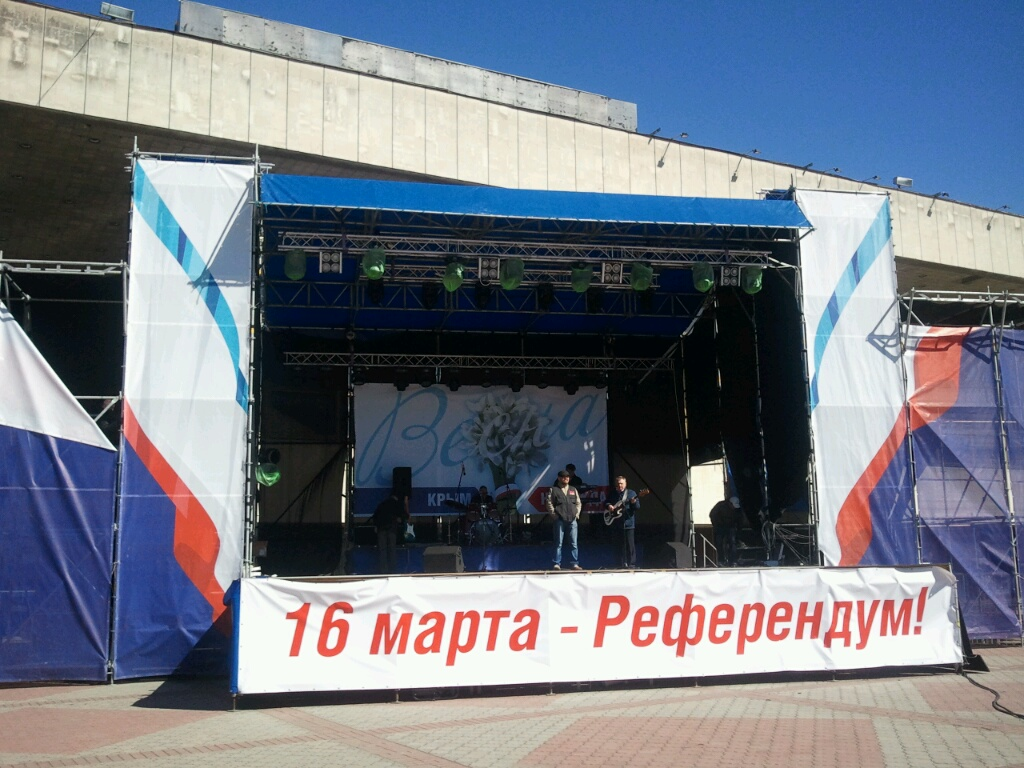
Escenari en una plaça de Simferòpol en el matí del 17 de març.

En els transcurs de dies previs al referèndum, hi va haver informes de persones que confiscaven documents d'identificació. L'administració de la ciutat de Simferòpol va confirmar aquestes afirmacions i la va declarar il·legal. A més, a la resta de la península es va realitzar una campanya amb fullets i cartells. També es va informar que tàtars de Crimea s'havien retirat de la península per «raons de seguretat».
A les 24:00 hores del divendres 14 va quedar prohibida la propaganda electoral i el 15 de març es va desenvolupar una "jornada de reflexió». Un total de 1.205 col·legis electorals van obrir a les 08:00 (UTC +2) sota fortes mesures de seguretat. Al moment de votar, els votants van rebre les paperetes. en presentar el seu passaport, indicant el lloc de residència. La votació va ser possible només en el lloc de registre i no es van proporcionar butlletes en absència.
El Ministeri de Justícia d'Ucraïna va limitar la base de dades al registre de crimeans amb dret a vot, de manera que en el referèndum s'utilitzen les llistes de votació que es van usar en les eleccions a la Rada Suprema d'Ucraïna en la tardor de 2012. Als votants se'ls va donar la possibilitat de comprovar els seus noms en aquestes llistes i sol·licitar correccions, en cas de ser necessàries. Van quedar en total registrats uns 1.550.000 votants.
Segons les autoritats de Crimea, des de l'obertura dels col·legis electorals es va registrar una alta concurrència d'electors, amb un 45 i 50% de participació en tota la península cap a les hores del migdia, incloent també llocs de votació dels tàrtars de Crimea. Un dels primers a participar han estat el primer ministre de Crimea, Serguei Aksiónov, i el president del Parlament de Crimea, Vladimir Konstantinov. Les autoritats de la península donaven per fet que el 70% dels votants donarà suport a la unificació amb Rússia.
La seguretat va estar garantida per 2.500 efectius de la Policia, funcionaris del Ministeri de Situacions d'Emergència i per les forces d'autodefensa de la península.
Els primers sondejos a peu d'urna apuntaven a una rotunda victòria del "SI" a l'annexíó a Rússia, amb el 93% dels vots.
A les 20:00 hora local (19:00 GMT) van tancar els col·legis electorals.
Els Estats Units van rebutjar la consulta en considerar-que s'havia celebrar sota condicions de violència i intimidació. Per la seva banda, la Unió Europea també va manifestar la seva intenció de no donar validesa al referèndum, en considerar-lo il·legal.
El Primer Ministre d'Ucraïna, Arseni Iatseniuk, va declarar, abans de saber-se els resultats definitius del referèndum, que perseguiria i jutjaria tots els instigadors del separatisme.
Milers de ciutadans de Simferòpol es van congregar a la plaça central de la ciutat per mostrar la seva satisfacció després d'anunciar-se els primers resultats. Allà van acudir milers de persones amb banderes russes i crimeanes i es va realitzar un concert amb bandes russes i locals. També hi va haver celebracions en places i carrers de diverses ciutats de la península. A més a Moscou es va organitzar una caravana de 350 automòbils en suport a Crimea, la ruta va incloure el Pont de Crimea, un dels més reconeguts de la capital russa.

## Resultats definitius
Les autoritats de Crimea van anunciar que els resultats es donarien a conèixer el 17 de març. Finalment, els crimeans van ratificar l'adhesió a Rússia amb un 96,7% dels vots i el Parlament va acordar que la demanaria formalment aquell mateix dia, presentant una sol·licitud a la Duma de la Federació Russa. Per la seva banda, aquest organisme va comunicar que es reuniria el dia 21 de març per votar un projecte de llei sobre la qüestió.
Pel que fa a les ciutats, Kertx va ser la que va tenir la major participació: un 94,59%. Va ser seguida per Djankoi amb el 89,83% i per Feodòssia amb el 89,69%. També va ser alta la concurrència a Simferòpol i Ialta.

## Conseqüències
El 17 de març, el Parlament de la República de Crimea va votar amb 85 vots a favor, l'adhesió a Rússia i va declarar l'«Estat sobirà independent de la República de Crimea». El govern crimeu va instar tots els països del món i les Nacions Unides, a reconèixer l'Estat constituït pel poble crimeu. També, una delegació del Parlament de Crimea va viatjar a Moscou per reunir-se amb la Duma Estatal i el Consell de la Federació per adoptar els actes jurídics i normatius per a l'entrada de la península a la Federació Russa.
El govern rus va demanar el reconeixement i el respecte del dret de Crimea a definir el seu futur. El President de Rússia, Vladímir Putin, va signar el decret que reconeixia Crimea com a estat independent. El decret va entrar en vigor el mateix dia.

## Reaccions

### Internes
- El Mejlis del poble tàrtar de Crimea va anunciar que "els tàrtars de Crimea no participarien en el referèndum i que el consideraven il·legítim".[76] El President del Majlis Refat Çubarov va argumentar que el nombre de votants en el referèndum entre els tàrtars només podia arribar a un màxim d'entre el 30 i el 40 per cent.[77]
- Ucraïna – El govern d'Ucraïna va anunciar que no reconeixeria el referèndum. El president interí Oleksandr Turtxínov va declarar: "No és un referèndum, és una farsa, una farsa i un delicte contra l'Estat que ha estat organitzada pels militars de la Federació de Rússia"[9] L'ex-primera ministra Iúlia Timoixenko va al·legar que hi havia coacció de Rússia a l'hora de permetre el referèndum i que la comunitat internacional no havia de permetre que això passés.[78]

### Internacionals
Organitzacions
- Unió Europea – Tots els 28 estats membres de la Unió Europea creuen que la separació de la península de Crimea d'Ucraïna és inacceptable en virtut del dret internacional.[79]
- El Parlament Europeu va rebutjar el referèndum sobre la independència a Crimea, en considerar-lo manipulat i contrari al dret internacional i ucraïnès.[80]
- Els líders mundials del G7 van dir que no reconeixerien els resultats del referèndum de la regió ucraïnesa de Crimea. Els líders van instar Rússia a aturar "immediatament" les accions de suport al referèndum de l'estatut de Crimea.[81]
- ONU – El Consell de Seguretat de les Nacions Unides va votar 13-1 (amb una abstenció: Xina) a favor de condemnar el referèndum, però Rússia va vetar el projecte de resolució.[82][43][33]

### Estats
- Albània – El Ministeri de Relacions Exteriors de la República d'Albània es va unir a les preocupacions expressades per la comunitat internacional sobre la il·legalitat i el perill del referèndum convocat per al 16 de març de 2014. El Ministeri va considerar que aquest referèndum era il·legal i no complia amb la Constitució d'Ucraïna i el dret internacional i, per tant, no podia servir com a base per a qualsevol canvi en l'estatut de Crimea. Albània demanà a la Federació de Rússia que aturés les operacions en suport d'aquesta iniciativa perillosa, desestabilitzadora que violava la sobirania, la integritat i la unitat territorial d'Ucraïna i condemnà enèrgicament qualsevol pretensió que la declaració d'independència de Crimea hagués de ser tractada de la mateixa manera que la declaració d'independència de Kosovo. El mal ús de l'opinió Consultiva de la Cort Internacional de Justícia sobre la independència de Kosovo per justificar la legalitat de la proposta de referèndum a Crimea, no té cap base legal i no hi ha cap mena de semblança amb les circumstàncies històriques i factuals.[83] Després del referèndum, el Ministeri s'uní a la postura de la comunitat internacional, afirmant que aquest referèndum constitueix un perillós precedent a l'ordre i les relacions internacionals i qualsevol solució a la crisi d'Ucraïna s'havia de basar en el respecte a la integritat territorial, la sobirania d'Ucraïna i el dret internacional.[84]
- Argentina – La Presidenta de l'Argentina Cristina Fernández de Kirchner, país que en l'actualitat és un dels membres no permanents del Consell de Seguretat de les Nacions Unides, va criticar els Estats Units, la Unió Europea i el Regne Unit assenyalant la hipocresia que s'esdevé en tractar de ser "garants" del món. Kirchner va assenyalar a més la doble moral dels organismes abans esmentats en afirmar que "un referèndum realitzat per Crimea és dolent, però un fet pels "kelpers " (la gent de les Illes Malvines) és bo", en referència a la qüestió de les Illes Malvines i el seu recent referèndum del 2013.[85]
- Armènia – El Ministre de Relacions Exteriors Edvard Nalbandian, va dir el 17 de març que Armènia és "per a la solució de la crisi d'Ucraïna a través del diàleg, de manera pacífica i negociada en base de la Carta de les Nacions Unides, el dret internacional."[86]
- Austràlia – Foreign Minister Julie Bishop has rejected the legitimacy of the referendum, given the brief time frame, the disregard of the Ukrainian constitution and the presence of Russian troops on the peninsula. Australia also imposes sanctions on Russia.[87]
- Canadà – El primer ministre Stephen Harper va dir que el govern canadenc no reconeixerà el resultat i que la regió estava sota "ocupació militar il·legal."[9]
- Xina – La Xina segueix de prop l'evolució de la situació a Crimea, i va advertir en contra de castigar Rússia amb sancions.[88][89]
- França – El Ministre de Relacions Exteriors Laurent Fabius va dir que el referèndum a la regió de Crimea d'Ucraïna previst per al 16 de març era il·legítim i l'annexió de Crimea per part de Rússia seria il·legal.[90] El president francès, François Hollande li va dir al seu homòleg rus, Vladímir Putin, en una conversa telefònica, que el referèndum previst a Crimea "no tenia cap base legal."[91]
- Geòrgia – El 16 de març, el Ministeri de Relacions Exteriors va emetre un comunicat dient que "no reconeixia el referèndum", ja que es va produir "enmig de la pressió de les forces armades russes, en desafiament a les normes i principis universalment reconeguts del dret internacional, amb total menyspreu per les lleis nacionals d'Ucraïna". I afegí que: "l'intent de Rússia d'annexar-se Crimea representa una violació flagrant dels compromisos que ha contret en virtut dels acords tant multilaterals com bilaterals."[92] El 17 de març, el president Guiorgui Margvelaixvili el va qualificar de "referèndum il·legal" i va expressar la seva "extrema preocupació". Va dir que "és impensable parlar de la lliure elecció i la lliure expressió de la voluntat del poble, on la situació està controlada per formacions armades estrangeres, diguem-ne russes." Va afirmar que Geòrgia no reconeixia el referèndum i donava suport a la sobirania i la integritat territorial d'Ucraïna.[93]
- Alemanya – La Cancellera Angela Merkel va qualificar el referèndum d'"il·legal i incompatible amb la Constitució d'Ucraïna."[9]
- Kirguizstan – Kirguizstan considera el govern interí d'Ucraïna com a legítim i ha manifestat la seva preocupació per la crisi, i condemna qualsevol activitat encaminada a desestabilitzar la situació a Ucraïna.[94]
- Japó – El Ministre de Relacions Exteriors Fumio Kishida va anunciar una sèrie de sancions contra Rússia pel seu reconeixement de Crimea com un estat independent. Japó no reconeix els resultats del referèndum de Crimea separar d'Ucraïna, dient que viola la Constitució d'Ucraïna, i les sancions del país a Rússia implica la suspensió de les converses sobre relaxa els requisits de visat entre els dos països, així com les negociacions previstes sobre la inversió, l'espai i militar.[95]
- Lituània – Lituània dona suport i reconeix la integritat territorial d'Ucraïna, incloent la península de Crimea. El Ministre de Relacions Exteriors Linas Antanas Linkevičius va instar la comunitat internacional a no reconèixer l'annexió russa, per condemnar clarament i sense ambigüitats l'agressió de Rússia contra Ucraïna, i d'adoptar mesures de resposta.[96]
- Filipines – El Departament de Relacions Exteriors va emetre un comunicat, tot dient que Filipines estava preocupada pels esdeveniments a Crimea, i instava totes les parts a exercir la màxima moderació sota la Resolució de l'Assemblea General de les Nacions Unides 3314. El Departament també va instar al "diàleg comprensiu, inclusiu i pacífic, amb ple respecte a l'estat de dret".[97]
- Romania – El President Traian Băsescu va emetre un comunicat on declarava que "Romania considera el referèndum il·legal, i no en reconeixerà els resultats"[98] mentre el Ministre d'Afers Exteriors Titus Corlăţean el qualificava d'"il·legal i il·legítim" i "Una violació de la Constitució d'Ucraïna"; va afegir que "el resultat no serà reconegut per la comunitat democràtica internacional"[99]
- Rússia – La presidenta del Consell de la Federació, Valentina Matvienko, va dir que Rússia donaria la benvinguda a Crimea a la Federació si el referèndum era favorable.[100] El President Vladímir Putin va solidificar encara més la posició de Rússia sobre l'assumpte, dient: "Les mesures adoptades per les autoritats legítimes de Crimea es basen en les normes del dret internacional i tenen per objecte garantir els interessos legítims de la població de la península."[101] Durant una conversa telefònica amb l'exlíder dels tàtars de Crimea Mustafa Jemilev, el president Putin va informar que els drets d'aquest poble indígena són importants per a ell i que havia ordenat d'evitar qualsevol tipus de violència contra els tàrtars de Crimea.[102] El 17 de març, el president Putin va signar un decret on reconeixia Crimea com un estat sobirà.[74][103][104] La Duma Estatal va emetre una declaració que va ser recolzada per 441 legisladors, amb una abstenció i va dir: "Donant la benvinguda a l'expressió de la voluntat del poble de Crimea en el referèndum del 16 de març sobre l'adhesió de la República de Crimea i la ciutat de Sebastòpol a Rússia, la Duma de l'Estat procedeix del punt de vista que els organismes governamentals que operen en el territori de Crimea es mantindran d'acord amb les religions i la diversitat lingüística de la república. La Duma de l'Estat contribuirà a garantir la seguretat de totes les persones que resideixen a Crimea, independentment de la seva ciutadania, nacionalitat, idioma o religió, així com l'observació dels seus drets i llibertats legítims".[105] L'alcalde de Moscou, Serguei Sobianin va feliciar els residents de la República de Crimea. Va recordar que els russos sempre havien tingut un sentiment d'unitat amb Crimea i Sebastòpol.[106]
- Turquia – El Ministeri de Relacions Exteriors de Turquia va declarar que: "El resultat de l'il·legal i il·legítim" referèndum" celebrat a Crimea el diumenge 16 març 2014, i la situació de fet que prevaldrà seguint els passos que es prendran en conjunt amb aquest referèndum no assumirà cap validesa legal per a Turquia i no la reconeixeràr "[107] A més, Turquia dona suport i reconeix la integritat territorial d'Ucraïna, incloent Crimea.[108] El Ministre d'Afers Exteriors Ahmet Davutoğlu va titllar el referèndum d'inútil per engendrar una solució a la crisi.[109]
- Regne Unit – El Primer Ministre David Cameron va declarar que qualsevol referèndum que tingués lloc a Crimea seria "il·legal, il·legítim i no seria reconegut per la comunitat internacional."[110][111] El Secretari de Relacions Exteriors William Hague va dir que "condemno el fet que aquest referèndum hagi tingut lloc.... El Regne Unit no reconeix el referèndum o el seu resultat.... creiem que s'han d'adoptar mesures que enviïn un senyal fort a Rússia que aquest desafiament a la sobirania i la integritat territorial d'Ucraïna portarà conseqüències econòmiques i polítiques".[112]

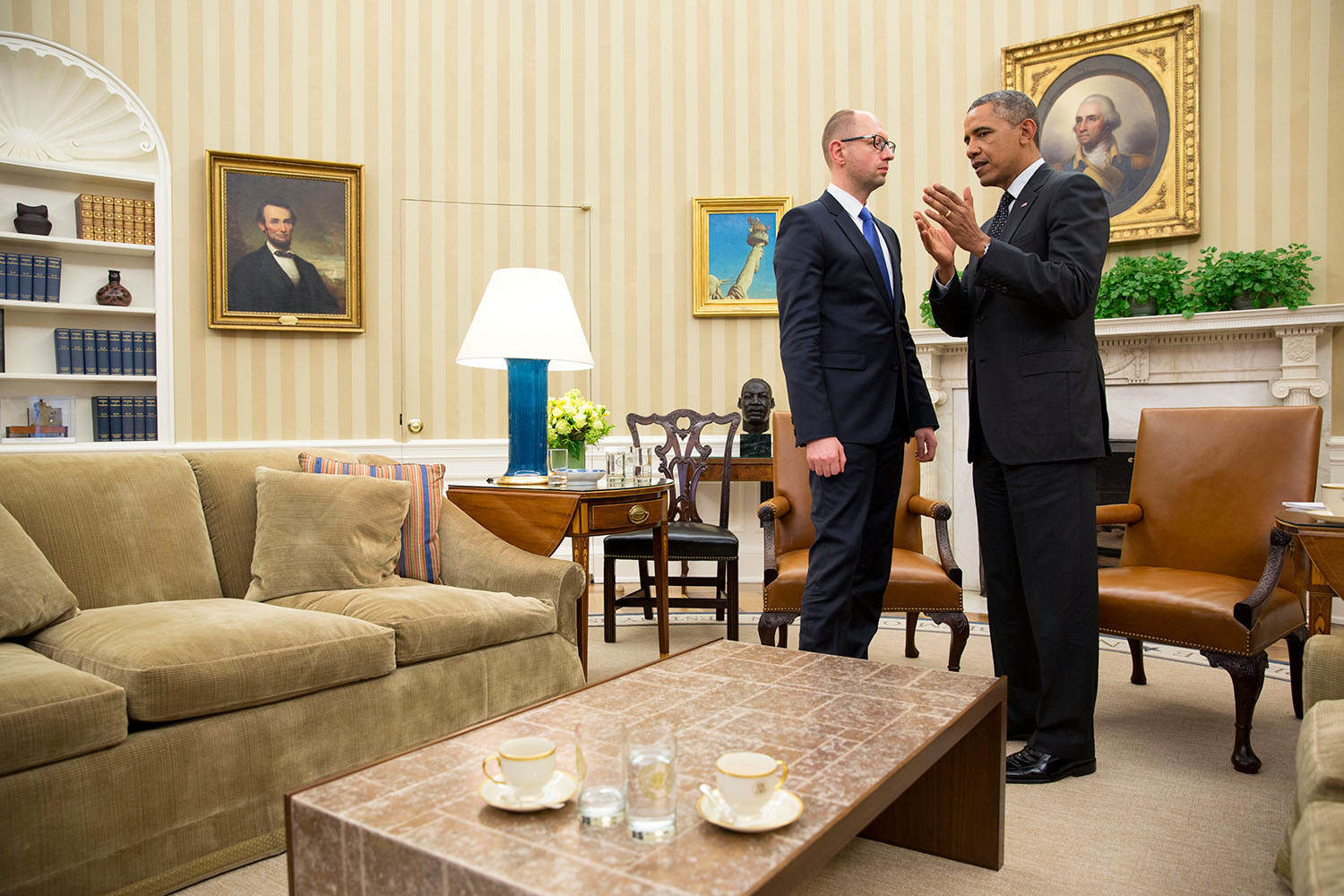
El President Barack Obama converses amb el primer ministre ucraïnès Arseni Iatseniuk al final de la seva reunió bilateral al Despatx Oval 12 de març de 2014.

- Estats Units – Els Estats Units van anunciar que no reconeixerien els resultats del referèndum, i continuarien considerant Crimea com a part d'Ucraïna.[113] El President Barack Obama va afirmar que el referèndum violava la sobirania ucraïnesa i el dret internacional.[9] Els Estats Units va imposar sancions a una sèrie de funcionaris russos i de Crimea.

Estats amb reconeixement limitat
- Abkhàzia – El President Aleksandr Ankvab va declarar que "respecta la voluntat de Crimea, dona suport i reconeix la seva elecció transcendental" i que el referèndum ", reflecteix la voluntat del poble multinacional de la península."[114]
- Nagorno-Karabakh – El Ministeri de Relacions Exteriors de la RNK, va dir en un comunicat el 17 de març que el referèndum és "una manifestació més de la realització del dret dels pobles a la lliure determinació".[115]
- Ossètia del Sud – El Ministeri de Relacions Exteriors va declarar que "respecta el dret de la població de Crimea a determinar independentment seu destí."[114]